# Брандл, Алекс
Алекс Брандл (англ. Alex Brundle; род. 7 августа 1990 года, Кингс-Линн) — британский автогонщик. Сын бывшего пилота и действующего комментатора Формулы-1 Мартина Брандла. Он окончил оукемскую школу в Ратленде, и ему помогла компания 2MB Sports Management, организованная Мартином и его коллегой Марком Бланделлом.

## Карьера

### T Cars
Брандл впервые принял участие в картинге, когда ему исполнилось восемь лет.  Он начал свою гоночную карьеру с чемпионата T Cars серия базирующаяся на седанах для пилотов от четырнадцати до семнадцати лет. Он закончил чемпионат на восьмом месте.

### Формула Палмер Ауди
В последние месяцы 2006, Брандл перешёл в класс открытых колёс Формула Палмер Ауди Осенний трофей, и завершил сезон 21м. В 2007 он остался в основном чемпионате и занял там одиннадцатое место, также он принял участие в Осеннем трофее, где он улучшил свои результаты и заработал там в итоге восьмое место.
В 2008 он остался в серии, заработал поул-позиция и три подиумных финиша, что обеспечило ему шестое место. Его отец Мартин, вдохновлённый успехами сына, приехал на этап в Спа-Франкоршаме.

### Формула-2
Брандл подписал контракт на выступление в возрождённой серии ФИА Формула-2 на сезон 2009.  Он будет гоняться на болиде под номером 5, и присоединится к Джолиону Палмеру и Джеку Кларку, которые получили повышение из серии ФПА.

## Результаты выступлений

### Гоночная карьера
| Сезон     | Серия                                     | Имя                                    | Гонки | Победы | Поулы | БК  | Подиумы | Очки  | Место |
| --------- | ----------------------------------------- | -------------------------------------- | ----- | ------ | ----- | --- | ------- | ----- | ----- |
| 2006      | T Cars                                    | PalmerSport Junior                     | 18    | 0      | 0     | н/д | 2       | 86    | 8     |
| 2006      | Формула Палмер Ауди Осенний трофей        | B Clowes                               | 6     | 0      | 0     | н/д | 0       | 14    | 21    |
| 2007      | Формула Палмер Ауди                       | B Clowes                               | 20    | 0      | 0     | н/д | 0       | 160   | 11    |
| 2007      | Формула Палмер Ауди Осенний трофей        | B Clowes                               | 6     | 0      | 0     | 0   | 0       | 57    | 8     |
| 2008      | Формула Палмер Ауди                       | Nasstar                                | 20    | 0      | 1     | 0   | 3       | 240   | 6     |
| 2009      | ФИА Формула-2                             | MotorSport Vision                      | 16    | 0      | 0     | 0   | 0       | 5     | 19    |
| 2010      | Британская Формула-3                      | T-Sport                                | 30    | 0      | 0     | 0   | 0       | 11    | 17    |
| 2011      | ФИА Формула-2                             | MotorSport Vision                      | 16    | 0      | 1     | 0   | 3       | 112   | 7     |
| 2012      | GP3                                       | Carlin                                 | 16    | 0      | 0     | 0   | 1       | 19    | 16    |
| 2012      | Европейская серия Ле-Ман — LMP2           | Greaves Motorsport                     | 3     | 0      | 0     | 0   | 1       | 48    | 3     |
| 2012      | 24 часа Ле-Мана — LMP2                    | Greaves Motorsport                     | 1     | 0      | 0     | 0   | 0       | —     | 8     |
| 2013      | FIA WEC — LMP2                            | OAK Racing                             | 8     | 0      | 1     | 0   | 6       | 132.5 | 2     |
| 2013      | 24 часа Ле-Мана — LMP2                    | OAK Racing                             | 1     | 0      | 1     | 0   | 1       | —     | 2     |
| 2014      | Европейская серия Ле-Ман — GTC            | ART Grand Prix                         | 5     | 0      | 0     | 0   | 0       | 38    | 14    |
| 2014      | United SportsCar Championship — Prototype | Muscle Milk Pickett Racing             | 1     | 0      | 0     | 0   | 0       | 169   | 22    |
| 2014      | United SportsCar Championship — Prototype | OAK Racing                             | 5     | 0      | 2     | 0   | 2       | 169   | 22    |
| 2014      | 24 часа Ле-Мана — LMP2                    | OAK Racing                             | 1     | 0      | 0     | 0   | 0       | —     | 5     |
| 2015      | United SportsCar Championship             | Krohn Racing                           | 1     | 0      | 0     | 0   | 0       | 19    | 32    |
| 2015      | FIA WEC — LMP2                            | Pegasus Racing Team Total by DC Racing | 1     | 0      | 0     | 0   | 0       | 0     | НК†   |
| 2016      | Европейская серия Ле-Ман — LMP3           | United Autosports                      | 6     | 3      | 1     | 2   | 5       | 109,5 | 1     |
| 2016      | FIA WEC — LMP2                            | G-Drive Racing                         | 6     | 3      | 0     | 0   | 4       | 98    | 6     |
| 2017      | FIA WEC — LMP2                            | Jackie Chan DC Racing                  | 9     | 0      | 0     | 1   | 1       | 77    | 11    |
| 2017      | 24 часа Ле-Мана — LMP2                    | Jackie Chan DC Racing                  | 1     | 0      | 0     | 0   | 1       | —     | 2     |
| 2018      | Blancpain GT Series Endurance Cup         | R-Motorsport                           | 3     | 0      | 0     | 0   | 0       | 12    | 34    |
| 2018      | Чемпионат IMSA — Prototype                | Jackie Chan DCR JOTA                   | 1     | 0      | 0     | 0   | 0       | 52    | 36    |
| 2018      | Чемпионат IMSA — Prototype                | United Autosports                      | 1     | 0      | 0     | 0   | 0       | 52    | 36    |
| 2018      | 24 часа Ле-Мана                           | CEFC TRSM Racing                       | 1     | 0      | 0     | 0   | 0       | —     | НФ    |
| 2018–19   | FIA WEC                                   | CEFC TRSM Racing                       | 1     | 0      | 0     | 0   | 0       | 0     | НК    |
| 2019      | Европейская серия Ле-Ман — LMP2           | United Autosports                      | 6     | 0      | 0     | 0   | 1       | 37,5  | 12    |
| 2019      | 24 часа Ле-Мана — LMP2                    | United Autosports                      | 1     | 0      | 0     | 0   | 0       | —     | 14    |
| 2020      | Европейская серия Ле-Ман — LMP2           | United Autosports                      | 5     | 1      | 0     | 0   | 2       | 70    | 2     |
| 2020      | 24 часа Ле-Мана — LMP2                    | United Autosports                      | 1     | 0      | 0     | 0   | 0       | —     | 13    |
| 2021      | FIA WEC — LMP2                            | Inter Europol Competition              | 6     | 0      | 0     | 0   | 1       | 84    | 6     |
| 2021      | 24 часа Ле-Мана — LMP2                    | Inter Europol Competition              | 1     | 0      | 0     | 0   | 0       | —     | 5     |
| 2022      | FIA WEC — LMP2                            | Inter Europol Competition              | 5     | 0      | 0     | 0   | 0       | 20    | 15    |
| 2022      | 24 часа Ле-Мана — LMP2                    | Inter Europol Competition              | 1     | 0      | 0     | 0   | 0       | —     | 13    |
| Источник: |                                           |                                        |       |        |       |     |         |       |       |

† — Поскольку Брандл был гостевым пилотом, он не мог получать очки.

### Результаты выступлений в Формуле-2
| Легенда к таблице |                                                                    |
| --- | ------------------------------------------------------------------ |
| В таблице перечислены результаты всех гонок, в которых принимал участие гонщик. Строками таблицы являются сезоны, столбцами — этапы соревнований. В каждой клетке указаны сокращённое название этапа и результат, дополнительно обозначенный цветом. Расшифровка обозначений и цветов представлена в нижеследующей таблице. |                                                                    |
| \| Пример \| Описание \| \| ------------ \| ------------------------------------------------------------------ \| \| 1 \| Победитель \| \| 2 \| Второе место \| \| 3 \| Третье место \| \| 5 \| Финишировал, заработав очки \| \| Сход \| Не финишировал, но при этом заработал очки \| \| 12 \| Финишировал, не получив очков \| \| НКЛ \| Финишировал, но не попал в финальную классификацию \| \| 15 \| Участвовал вне зачёта, либо по отдельной классификации \| \| 18 \| Не финишировал, но попал в финальную классификацию \| \| Сход \| Не финишировал \| \| НКВ \| Не прошёл квалификацию \| \| НПКВ \| Не прошёл предквалификацию \| \| ДСК \| Дисквалифицирован \| \| ИСК \| Исключён из протокола соревнований \| \| ТТ \| Заявлен для участия только в тренировках \| \| НС \| Участвовал в квалификации, но не стартовал в гонке \| \| Т \| Травмирован или болен \| \| ОТК \| Отказ от участия \| \| НТР \| Прибыл на соревнования, но на трассу не выезжал \| \| НПР \| Был заявлен в числе участников, но не прибыл к началу соревнований \| \| О \| Соревнования отменены \| \| \| Не участвовал \| \| Поул-позиция \| \| \| Быстрый круг \| \| |                                                                    |
| Пример | Описание                                                           |
| 1 | Победитель                                                         |
| 2 | Второе место                                                       |
| 3 | Третье место                                                       |
| 5 | Финишировал, заработав очки                                        |
| Сход | Не финишировал, но при этом заработал очки                         |
| 12 | Финишировал, не получив очков                                      |
| НКЛ | Финишировал, но не попал в финальную классификацию                 |
| 15 | Участвовал вне зачёта, либо по отдельной классификации             |
| 18 | Не финишировал, но попал в финальную классификацию                 |
| Сход | Не финишировал                                                     |
| НКВ | Не прошёл квалификацию                                             |
| НПКВ | Не прошёл предквалификацию                                         |
| ДСК | Дисквалифицирован                                                  |
| ИСК | Исключён из протокола соревнований                                 |
| ТТ | Заявлен для участия только в тренировках                           |
| НС | Участвовал в квалификации, но не стартовал в гонке                 |
| Т | Травмирован или болен                                              |
| ОТК | Отказ от участия                                                   |
| НТР | Прибыл на соревнования, но на трассу не выезжал                    |
| НПР | Был заявлен в числе участников, но не прибыл к началу соревнований |
| О | Соревнования отменены                                              |
| | Не участвовал                                                      |
| Поул-позиция |                                                                    |
| Быстрый круг |                                                                    |

| Год  | № | 1       | 2        | 3        | 4          | 5          | 6       | 7          | 8        | 9          | 10       | 11    | 12    | 13    | 14    | 15    | 16    | Место | Очки |
| ---- | - | ------- | -------- | -------- | ---------- | ---------- | ------- | ---------- | -------- | ---------- | -------- | ----- | ----- | ----- | ----- | ----- | ----- | ----- | ---- |
| 2009 | 5 | ВАЛ 1 8 | ВАЛ 2 23 | БРН 1 11 | БРН 2 Сход | СПА 1 Сход | СПА 2 5 | БРХ 1 Сход | БРХ 2 11 | ДОН 1 Сход | ДОН 2 14 | ОШЕ 1 | ОШЕ 2 | ИМО 1 | ИМО 2 | КАТ 1 | КАТ 2 | 17    | 5    |